# Topstykke
Topstykket er den øverste del af en forbrændingsmotor, f.eks. en almindelig bilmotor.
Topstykkets funktion er at lede luft/benzindampe ind i motorens cylindere og efter forbrændingen lede udstødningsgassen ud. Topstykket indeholder for en 4-takts benzinmotors vedkommende ventiler, knastaksel og tændrør. Ventilernes funktion er at åbne og lukke for indsugning og udstødning på de rigtige tidspunkter. Dette sker ved, at de bliver påvirket af knastakselen, som er en aksel med ovale "knaster" på, som påvirker ventilerne i en forudbestemt rækkefølge. Tændrørets funktion er at antænde benzindampene når de er kommet ind i motorens cylinder. Dieselmotorer indeholder ikke tændrør, men til gengæld indsprøjtningsdyser og gløderør.